# Panompuan Jae
Panompuan Jae is een bestuurslaag in het regentschap Tapanuli Selatan van de provincie Noord-Sumatra, Indonesië. Panompuan Jae telt 1251 inwoners (volkstelling 2010).